# Karin Thürig
Karin Thürig, född 4 juli 1972 i Rothenburg, är en schweizisk triatlet och cyklist på både bana och på landsväg. Som professionell tävlingscyklist kör hon för det kanadensiska stallet Cervélo Lifeforce Pro Cycling Team.
Hon har kört Ironman-VM på Hawaii fem gånger, som bäst sexa och  har vunnit tre andra triathlontävlingar ur Ironmanserien.

## Meriter
- Guld i långdistans på VM i Duathlon 2001
- Guld i långdistans på VM i Duathlon 2002
- Brons i tempocykling på VM 2002
- Brons i tempocykling på OS 2004[1]
- Guld i tempocykling på VM 2004
- Guld i tempocykling på VM 2005
- Silver i tempocykling på VM 2006
- Brons i tempocykling på OS 2008[1]
- Brons i bancykling på VM 2005